# فابيانو ريبيرو دي فريتاس
فابيانو ريبيرو دي فريتاس (بالبرتغالية: Fabiano Ribeiro de Freitas‏) هو لاعب كرة قدم برازيلي في مركز حراسة المرمى، ولد في 29 فبراير 1988 في Mundo Novo, Bahia ‏ في البرازيل. لعب مع سانتو أندريه ونادي أولهانينسي ونادي بورتو ونادي ساو باولو ونادي فنربخشة.

## وصلات خارجية
- فابيانو ريبيرو دي فريتاس على موقع الاتحاد الأوربي (الإنجليزية)
- فابيانو ريبيرو دي فريتاس على موقع اتحاد تركيا (لاعب) (الإنجليزية)
- فابيانو ريبيرو دي فريتاس على موقع قاعدة بيانات كرة القدم.إي يو (الإنجليزية)
- فابيانو ريبيرو دي فريتاس على موقع قاعدة بيانات كرة القدم.إي يو (الإنجليزية)
- فابيانو ريبيرو دي فريتاس على موقع Soccerway.com (الإنجليزية)
- فابيانو ريبيرو دي فريتاس على موقع عالم كرة القدم.نت (الإنجليزية)
- فابيانو ريبيرو دي فريتاس على موقع AS.com (الإسبانية)